# Hedda Morrison
Hedda Morrison, nata Hedwig Marie Hammer, conosciuta col soprannome di Hedda (Stoccarda, 13 dicembre 1908 – Canberra, 3 dicembre 1991) è stata una fotografa tedesca, che ha ampiamente documentato le città di Pechino e di Hong Kong e lo stato federato del Sarawak tra gli anni Trenta e gli anni Sessanta del Novecento.

## Biografia
Nacque in una famiglia benestante, il padre lavorava presso una casa editrice. Ebbe un fratello minore, Siegfried. All'età di tre anni contrasse la poliomielite che le creò una invalidità e problemi di salute. In seguito ad una operazione alla quale si sottopose da adolescente riuscì di nuovo a camminare anche se zoppicando, in quanto la gamba destra era più corta della sinistra, e per tutta la vita ebbe bisogno di scarpe adeguate con apposito rialzo. Ricevette in regalo ad undici anni la sua prima macchina fotografica una Brownie, probabilmente la Box n. 2, prodotta dalla Kodak fin dal 1901. Il regalo la entusiasmò così tanto che allestì una camera oscura nel bagno di casa.
Dopo il diploma ginnasiale al Königin-Katharina-Stift (Convento della Regina Katherine) di Stoccarda, i genitori avrebbero desiderato che continuasse gli studi in medicina ad Innsbruck, ma, dopo qualche tempo di frequenza, li convinse ad iscriverla allo Staatliche Fachakademie für Fotodesign di Monaco di Baviera per continuare i suoi studi di fotografia nel corso biennale dove arrivò nel settembre del 1930. Al termine degli studi, cercò di impiegarsi come fotografa ma la Grande depressione, che stava infuriando nel mondo occidentale, aveva creato milioni di disoccupati, non solo negli Stati Uniti, ma anche in Germania e Austria, con il fallimento delle banche, il crollo degli stipendi e moltissimi problemi in tutta Europa. Morrison fece qualche piccolo lavoretto ma in breve si rese conto che in Germania non c'era speranza per lei.
Consapevole della crescente forza del nazismo e della sua politica di aggregazione di fotografi per le proprie campagne di propaganda, decise di fare domanda di trasferimento per la sede di Pechino, dove i tedeschi avevano uno studio commerciale di loro proprietà, situato nel quartiere diplomatico della città, cui vi lavoravano 17 fotografi cinesi che lei avrebbe dovuto dirigere. Vi rimase cinque anni, durante i quali, oltre a frequentare diplomatici di varie nazionalità ed imparando a parlare discretamente la lingua mandarino, fotografò l'artigianato, i templi, i palazzi imperiali, le tombe Ming e quelle che chiamava le tribù perdute, cioè le immagini di persone e territori della Cina che stavano scomparendo.
Nel periodo tra il 1938 e il 1940 collaborò con il Brooklyn Museum, tramite Caroline Frances Bieber, ricca donna britannica, e la sorella del direttore del museo, Beatrice Kates. Con loro, Morrison fotografò preziosi mobili cinesi, ai quali le due donne prendevano le misure, e che vennero pubblicati nel volume/catalogo Chinese household furniture nel 1948. Nel 1940 incontrò quello che diverrà suo marito, Alastair Morrison (1915-2009), nato a Pechino, il cui padre, George Ernest Morrison (1862-1920), era stato un famoso reporter del Times. Alastair fu un ufficiale dell'esercito britannico. Si sposarono nel 1946 a Pechino. L'instabilità politica cinese e l'avanzata dei comunisti di Mao Zedong consigliò a molti di lasciare il paese. Nello stesso anno Hedda seguì il marito a Hong Kong, dove trascorsero sei mesi ed ebbe l'opportunità di fotografare Hong Kong poco dopo la fine della seconda guerra mondiale.
Quindi si trasferirono nel Borneo, più precisamente sull'isola di Sarawak che a partire dal 1963 divenne malese. Mentre il marito lavorò per il British Colonial Service e successivamente come funzionario distrettuale del Sarawak, nel periodo 1960-1966, Hedda lavorò part-time per l'Information Office a Kuching, nella sezione fotografica. Il suo lavoro consisteva nell'addestrare fotografi governativi e nell'istituire una biblioteca fotografica. Realizzò due volumi sulle sue spedizioni nei territori del paese. Nel 1965 il governo del Sarawak le conferì per il suo lavoro il Pegawai Bitang Sarawak (Ufficiale dell'Ordine della Stella del Sarawak).
Nel frattempo, Edward Steichen vide la fotografia, scattata da Hedda Morrison, di un gruppo di Daiacchi in abiti festivi, dove coompare un giovane con una camicia occidentale e un orologio in mano. Egli selezionò questa foto per la mostra The Family of Man, inaugurata nel 1955 al Museum of Modern Art di New York, ed esposta negli anni successivi in giro per mondo e visitata da oltre nove milioni di persone.
Nel 1967 si trasferirono in Australia e vissero a Canberra, anche se girarono in molti luoghi del vasto continente, dove lei lavorò come freelance per l'Australian Information Service. La Canberra Photographic Society la nominò membro a vita nel 1990. L'anno successivo uscì sulla stampa l'annuncio della sua morte per cancro. Dopo la sua morte il marito ha donato le opere delle moglie a vari musei australiani, americani e cinesi, tra cui al Powerhouse Museum di Sydney, al National Gallery of Australia, alla Yenching Library dell'Università Harvard ed altre.

## Stile
Nonostante la sua formazione estetica sia stata molto vicina alla Nuova Oggettività, la sua predilezione andava verso l'etnografia documentaria. Fu nel periodo scolastico di Monaco che si dedicò a registrare alcuni dei ritratti di persone coi costumi tradizionali del popolo tedesco al Stuttgart Folk Festival nel 1931. Anche in Cina, Hong Kong, nell'isola di Sarawak ed in Australia continuò la sua opera di documentazione sul paesaggio, sulle persone, le usanze, l'artigianato e le testimonianze delle tribù. Usò quasi esclusivamente fino agli anni Cinquanta una macchina Rolleiflex bianconero. Usò raramente il colore, scoprendo che le pellicole Ektachrome 120 sbiadivano col tempo.
Sull'interesse etnografico della Morrison, Claire Roberts scrive: "attraverso le sue fotografie di architettura, paesaggi urbani, artigiani, venditori ambulanti e costumi, Morrison crea la sua immagine della Cina. Concentrandosi su mestieri e competenze tradizionali della manodopera, vecchi edifici, siti religiosi e antichi riti e pratiche, sceglie di registrare la vita e l'aspetto della "Vecchia Pechino". Nello stesso modo in cui ha scelto di fotografare il festival popolare tedesco, in Cina Morrison ha scelto di concentrarsi sulla vita e sui valori cinesi "tradizionali" piuttosto che su quelli di un mondo "moderno" e in cambiamento. Era motivata a registrare aspetti di una cultura straniera che riteneva minacciata dallo sviluppo".

## Pubblicazioni
- Sarawak, Macgibbon & Kee, Londra, 1957
- Life in a Longhouse, Borneo Literature Bureau, Kuching, 1962
- Sarawak, Donald Morre Press, Singapore, 1965
- A Photographer in Old Peking, Oxford University Press, Hong Kong, 1985
- Travels of a Photographer in China, 1933–1946, Oxford University Press, Hong Kong, 1987